# مالكوم هنري إليس
مالكوم هنري إليس (بالإنجليزية: Malcolm Henry Ellis)‏ هو صحفي ومؤرخ أسترالي، ولد في 21 سبتمبر 1890، وتوفي في 18 يناير 1969.